# Cmentarz wojenny nr 332 – Brzezie
Cmentarz wojenny nr 332 – Brzezie – austriacki cmentarz wojenny z okresu I wojny światowej wybudowany przez Oddział Grobów Wojennych C. i K. Komendantury Wojskowej w Krakowie na terenie jego okręgu IX Bochnia.
Znajduje się w centrum miejscowości Brzezie w  gminie Kłaj województwa małopolskiego.
Ta żołnierska nekropolia to kwatera na cmentarzu parafialnym. Ma powierzchnię ok. 0,8 ara i zbudowana została na planie prostokąta. 
Pochowano na nim 3 żołnierzy armii austriackiej oraz 11 żołnierzy armii rosyjskiej.
Projektował cmentarz Franz Stark. Z oryginalnego projektu zachowały się tylko słupki bramy oraz krzyże ustawione wzdłuż ogrodzenia po stronie południowej: dwa duże-łaciński i patriarchalny oraz sześć mniejszych, trzy patriarchalne oraz trzy łacińskie. Ogrodzenie cmentarza  i betonowe ogrodzenia kwater są współczesne. Pod pierwszym od dawnej bramki małym patriarchalnym krzyżem, na postumencie umieszczono niewielką, współczesną tablicę  z tekstem: Zbiorowa mogiła żołnierzy polskich i rosyjskich poległych w okresie I wojny światowej. Cześć ich pamięci.

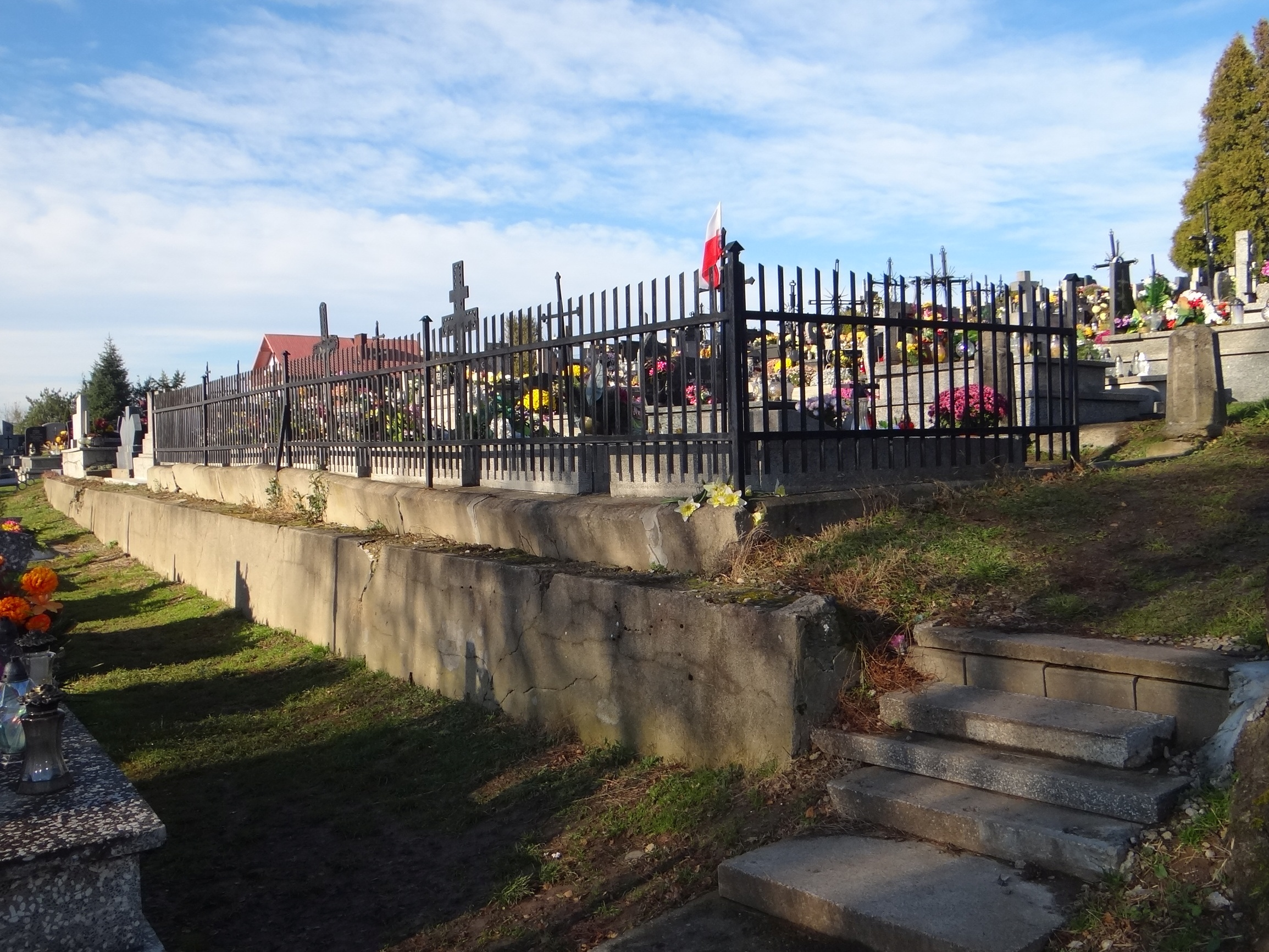
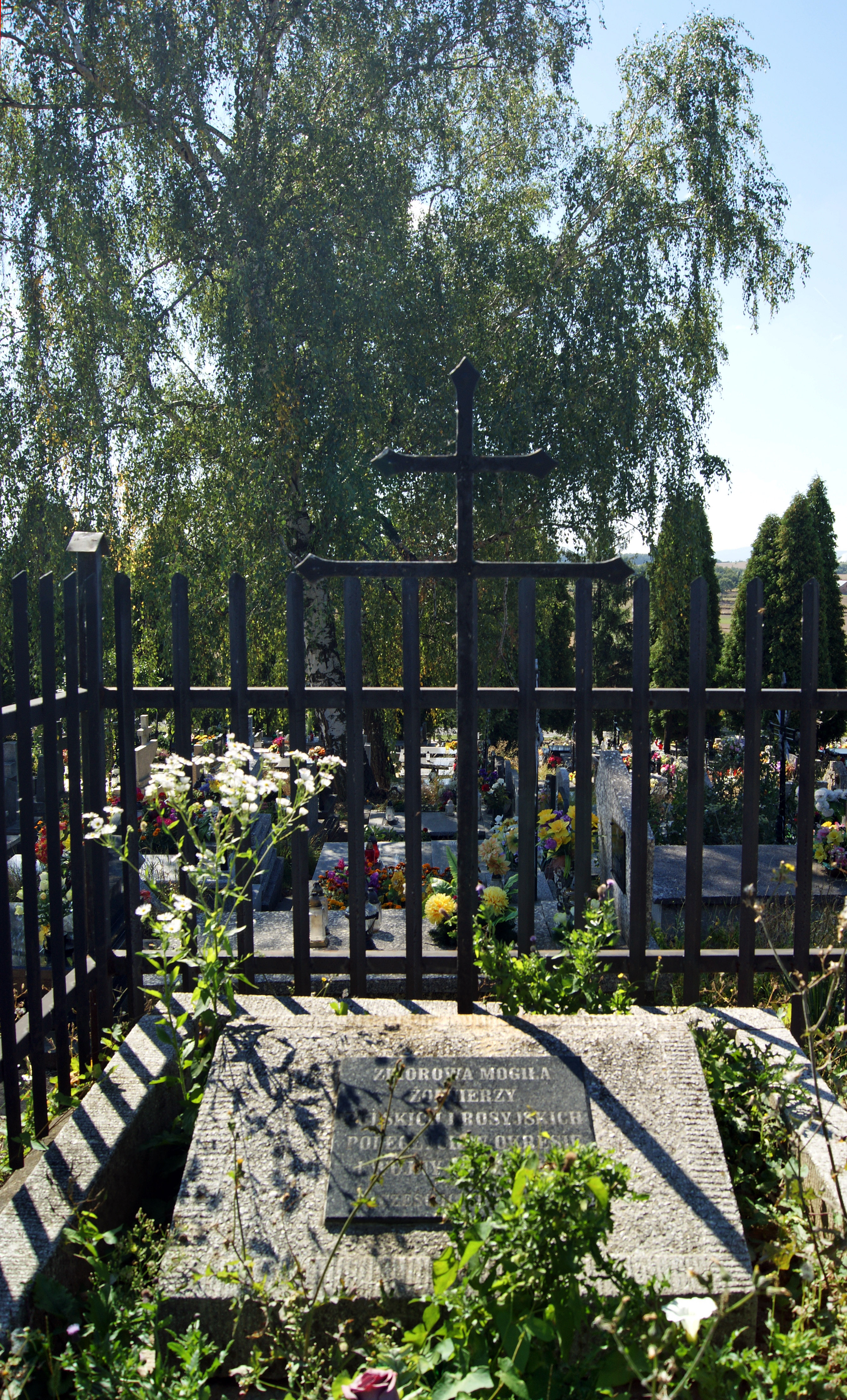
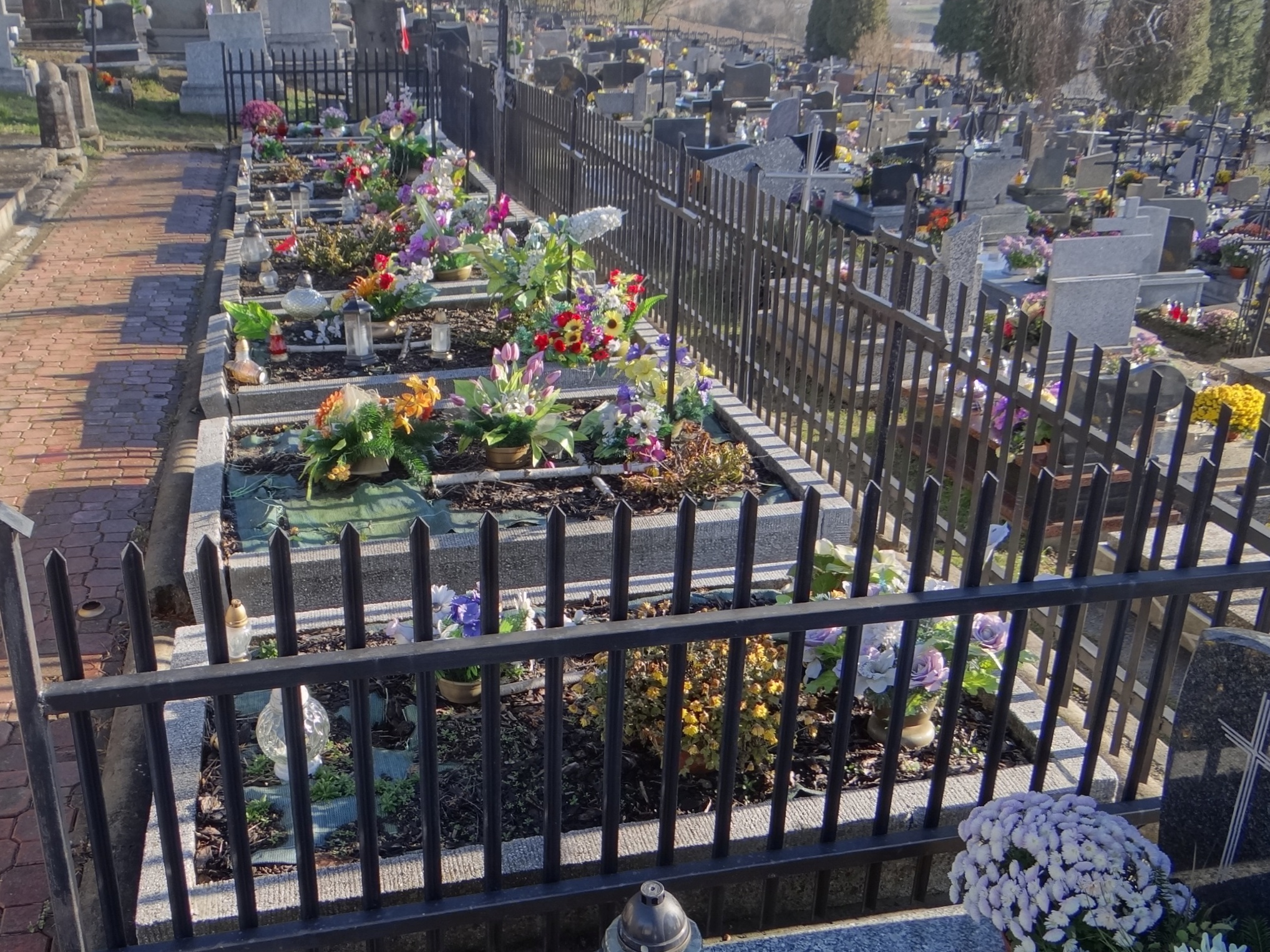